# قرارداد فالکن هاگن
قرارداد فالکن‌هاگن در دوران سلطنت ناصرالدین‌شاه قاجار و در سال ۱۲۹۱ هجری قمری (۱۸۷۴ میلادی) از سوی دولت روسیه به ایران پیشنهاد شد. این قرارداد بخشی از تلاش‌های روسیه برای افزایش نفوذ خود در ایران و واکنشی به امتیاز لغو‌شدهٔ رویتر دانسته می‌شود.
بر اساس مفاد این قرارداد پیشنهادی، دولت روسیه متعهد می‌شد خط‌آهنی از جلفا به تبریز احداث کند و در مقابل، دولت ایران موظف می‌شد سود سالیانه ۶٫۵ درصدی برای سرمایه‌گذار تضمین کند. گمرک ایران به‌عنوان وثیقه این قرارداد در نظر گرفته شده بود و همچنین، امتیاز بهره‌برداری از کلیه معادن در شعاع ۵۰ مایلی مسیر خط‌آهن به طرف روسی واگذار می‌شد. مدت اعتبار این قرارداد ۷۰ سال تعیین شده بود.
در زمان ارائهٔ این پیشنهاد، میرزا حسین‌خان سپهسالار وزیر امور خارجه ایران بود. او که پیش‌تر در دوران صدارت عظمای خود، قرارداد رویتر را امضا کرده بود، این‌بار دو نماینده برای مذاکره تعیین کرد تا با طرح ایرادهای متعدد و طولانی‌کردن روند مذاکرات، طرف روسی را از پیگیری این قرارداد منصرف کنند. این تدبیر موفقیت‌آمیز بود و قرارداد فالکن‌هاگن هرگز به امضا نرسید.